# Lasioglossum trigeminum
Lasioglossum trigeminum är en biart som först beskrevs av Gibbs 2011. Den ingår i släktet smalbin och familjen vägbin. Arten förekommer i mellersta till södra USA.

## Beskrivning
Huvudet är mycket brett hos honan, mera runt hos hanen. Det och mellankroppen är ljusgrönt till blått. Munskölden är svartbrun på den övre halvan, medan överläppen (labrum) och käkarna har gulbruna inslag hos hanen. Antennerna är mörkbruna, undersidan på de yttre delarna gulorange hos honan, brungul hos hanen. Benen är bruna, med rödbruna fötter hos honan, gulbruna fötter hos hanen. Vingarna är halvgenomskinliga med gulbruna ribbor och gulbruna till rödbruna vingfästen. Bakkroppssegmenten är mörkbrun med genomskinligt gulbruna bakkanter. Behåringen är vitaktig och tämligen gles; hanen har dock något kraftigare behåring i ansiktet under ögonen, och honan på tergit 3 och 4. Som de flesta smalbin är arten förhållandevis liten; honan har en kroppslängd på 4,8 till 6,8 mm och en framvingelängd på 3,6 till 3,9 mm; motsvarande mått hos hanen är omkring 4,9 mm för kroppslängden och omkring 3,5 mm för framvingelängden.

## Utbredning
Utbredningsområdet omfattar södra Mellanvästern i USA från Kansas österut till Maryland samt söderut via atlantkuststaterna till Georgia och norra Florida. Arten är vanlig.

## Ekologi
Lasioglossum trigeminum är polylektisk, den flyger till blommande växter från flera familjer som korgblommiga växter (maskrosor) och korsblommiga växter (sommargyllen).
Arten är eusocial, den bildar samhällen med tre kaster, drottningar, hanar (drönare) och arbetare, där de parningsdugliga honorna, drottningarna, övervintrar som vuxna. Boet grävs ut i marken.. 

## Etymologi
Arten har fått artepitetet trigeminum från latinets ord för triplett, syftande på den stora likheten mellan denna art och de nära släktingarna Lasioglossum versatum och Lasioglossum callidum.